# Filtro paso banda

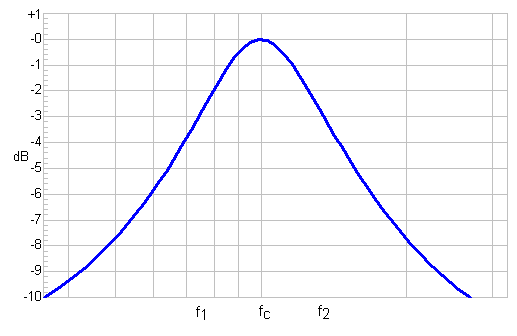
Respuesta frecuencial de un filtro paso banda

Un filtro paso banda es un tipo de filtro electrónico que deja pasar un determinado rango de frecuencias de una señal y atenúa el paso del resto, para el cálculo de la función de transferencia se puede hacer uso del método de mallas.

## Implementación
Un circuito simple de este tipo de filtros es un circuito RLC (resistor, bobina y condensador) en el que se deja pasar la frecuencia de resonancia, que sería la frecuencia central (fc) y las componentes frecuenciales próximas a esta, en el diagrama hasta f1 y f2. No obstante, bastaría con una simple red resonante LC.
Otra forma de construir un filtro paso banda puede ser usar un filtro paso bajo en serie con un filtro paso alto entre los que hay un rango de frecuencias que ambos dejan pasar. Para ello, es importante tener en cuenta que la frecuencia de corte del paso bajo sea mayor que la del paso alto, a fin de que la respuesta global sea paso banda (esto es, que haya solapamiento entre ambas respuestas en frecuencia). 
Un filtro ideal sería el que tiene unas bandas pasante y de corte totalmente planas y unas zonas de transición entre ambas nulas, pero en la práctica esto nunca se consigue, siendo normalmente más parecido al ideal cuando mayor sea el orden del filtro, para medir cuanto de "bueno" es un filtro se puede emplear el denominado factor Q. En filtros de órdenes altos suele aparecer un rizado en las zonas de transición conocido como efecto Gibbs.
Un filtro paso banda más avanzado sería los de frecuencia móvil, en los que se pueden variar algunos parámetros frecuenciales, un ejemplo es el circuito anterior RLC en el que se sustituye el condensador por un diodo varicap o varactor, que actúa como condensador variable y, por lo tanto, puede variar su frecuencia central.
Realmente resulta complicado construir un filtro paso banda ideal (y, en general, filtros de respuesta ideal) en el mundo analógico, esto es, a base de componentes pasivos como inductancias, condensadores o resistores, y activos como operacionales o simples transistores. Sin embargo, si nos trasladamos al procesado digital de señales, resulta sorprendente ver cómo podemos construir respuestas en frecuencia prácticamente ideales, ya que en procesado digital de señal manejamos realmente vectores con valores numéricos (que son señales discretas en el tiempo), en lugar de señales continuas en el tiempo. Todo ello, no obstante, tiene una limitación importante: cuanto mayor precisión se requiera, mayor frecuencia de muestreo necesitaremos, y ello directamente implica un consumo de RAM y CPU superiores. Por ello, al menos con la tecnología de la que hoy día disponemos, resultaría inviable implementar filtros digitales ideales para radiofrecuencia, aunque en procesado de audio digital sí es posible, dado que el rango de frecuencias que ocupa no supera los 20 kHz.

## Aplicaciones
Estos filtros tienen aplicación en ecualizadores de audio, y hacen que unas frecuencias se amplifiquen más que otras. Otra aplicación consiste en eliminar ruidos que aparecen junto a una señal, siempre que la frecuencia de ésta sea fija o conocida. Fuera de la electrónica y del procesado de señal, un ejemplo puede ser dentro del campo de las ciencias atmosféricas, donde se usan para manejar los datos dentro de un rango de 3 a 10 días.